# Jurgen Van De Walle
Jurgen Van De Walle (Oostende, 8 de febrer de 1977) és un ciclista belga, professional des del 1999. Actualment corre a l'equip Quick Step.
En el seu palmarès destaquen dues victòries a la Halle-Ingooigem, el 2009 i 2010.

## Palmarès
- 1995
  -  Campió de Bèlgica júnior
- 2000
  - Vencedor d'una etapa del Circuito Montañés
- 2009
  - 1r a la Halle-Ingooigem
- 2010
  - 1r a la Halle-Ingooigem

### Resultats al Giro d'Itàlia
- 2004. Abandona (3a etapa)
- 2006. 75è de la classificació general
- 2007. Abandona (14a etapa)

### Resultats al Tour de França
- 2008. 78è de la classificació general
- 2009. No surt (3a etapa)
- 2010. 63è de la classificació general
- 2011. Abandona (4a etapa)

### Resultats a la Volta a Espanya
- 2011. 127è de la classificació general
- 2013. Abandona (14a etapa)